# Papilio multicaudata
Papilio multicaudata är en fjärilsart som beskrevs av Kirby 1884. Papilio multicaudata ingår i släktet Papilio och familjen riddarfjärilar. Inga underarter finns listade i Catalogue of Life.

## Bildgalleri

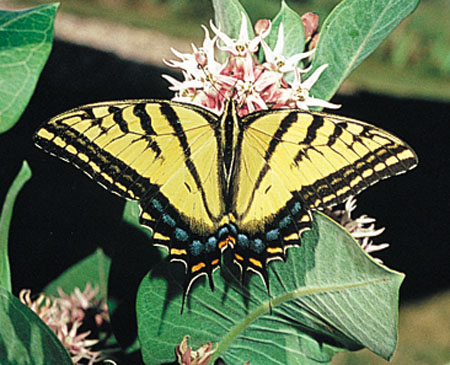
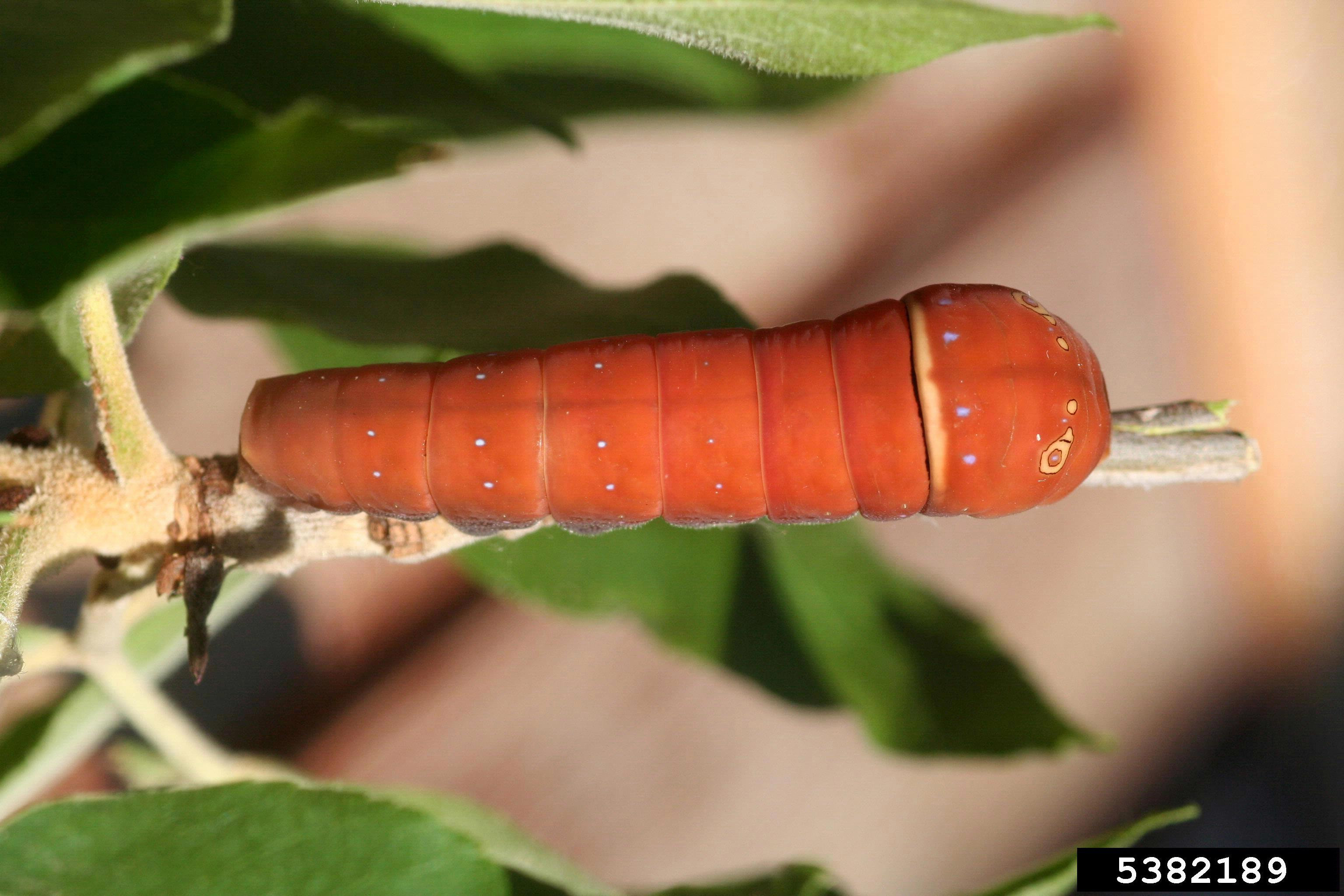